# TOTAS
TOTAS (Teide Observatory Tenerife Asteroid Survey) – projekt badawczy systematycznej obserwacji nieba specjalizujący się w badaniu małych obiektów Układu Słonecznego. Do poszukiwań planetoid wykorzystywany jest teleskop w obserwatorium ESA Optical Ground Station na Teneryfie.
W ramach projektu odkryto kometę P/2014 C1 (TOTAS), która należy do komet rodziny Jowisza.